# Flughafen Palenque

i8
i11
i13
Der Flughafen Palenque (spanisch Aeropuerto Internacional de Palenque, IATA-Code: PQM, ICAO-Code: MMPQ) ist ein internationaler Flughafen bei der gleichnamigen Kleinstadt im Bundesstaat Chiapas im Südosten Mexikos. Der Flugbetrieb diente ausschließlich touristischen Zwecken, ist aber derzeit eingestellt.

## Lage
Der Flughafen Palenque liegt ca. 800 km (Luftlinie) südöstlich von Mexiko-Stadt in einer Höhe von etwa 50 m.

## Flugverbindungen
Derzeit finden keine Flüge statt.

## Passagierzahlen
Im Jahr 2019 wurden erstmals über 20.000 Passagiere abgefertigt. Danach erfolgte ein deutlicher Rückgang infolge der COVID-19-Pandemie.